# Éterpigny (Pas-de-Calais)
Éterpigny é uma comuna francesa na região administrativa de Altos da França, no departamento de Pas-de-Calais. Estende-se por uma área de 3,49 km². Em 2010 a comuna tinha 261 habitantes (densidade: 74,8 hab./km²).